# 25. Unterseebootsflottille
La 25. Unterseebootsflottille était la 25e flottille de sous-marins allemands de la Kriegsmarine pendant la Seconde Guerre mondiale.
Formée à Dantzig en Pologne en avril 1940 en tant que flottille d'entraînement (Ausbildungsflottille ) sous le nom de 2. Unterseebootsausbildungsflottille, et est placée sous le commandement du korvettenkapitän Ernst Hashagen.
Fin juin 1940, elle prend son nom définitif : 25. Unterseebootsflottille.
Elle est spécialisée dans la formation des technologies et techniques de tir de torpilles (Torpedoschiessausbildung) pour les commandants (Kommandantenschiesslehrgang) comme la 26. Unterseebootsflottille.
Son histoire prend fin le 13 mai 1945 lorsque la flottille est dissoute et dispersée.

## Affectations
- Avril 1940 à juin 1941 : Dantzig ;
- Juin 1941 à août 1941 : Trondheim ;
- Septembre 1941 à 1943 : Dantzig ;
- 1943 : Memel ;
- 1943 à 1944 : Libau ;
- 1944 à janvier 1945 : Gotenhafen ;
- Janvier 1945 à mai 1945 : Travemünde.

## Commandement
| Nom                 | Grade            | Début         | Fin           |
| Ernst Hashagen      | Korvettenkapitän | Avril 1940    | Décembre 1941 |
| Karl Jasper         | Korvettenkapitän | Décembre 1941 | Août 1943     |
| Karl Neitzel (en)   | Fregattenkapitän | Août 1943     | Janvier 1944  |
| Robert Gysae (en)   | Korvettenkapitän | Janvier 1944  | Avril 1945    |
| Wilhelm Schulz (de) | Korvettenkapitän | Avril 1945    | Mai 1945      |

## Unités
La flottille ne reçoit aucune affectation d'U-Boot durant son service.